# Gastrancistrus piricola
Gastrancistrus piricola är en stekelart som först beskrevs av Élie Marchal 1907.  Gastrancistrus piricola ingår i släktet Gastrancistrus och familjen puppglanssteklar. Arten är reproducerande i Sverige. Inga underarter finns listade i Catalogue of Life.